# Cameron Bolton
Cameron Bolton (Clayton Bay, 21 novembre 1990) è uno snowboarder australiano.

## Biografia
In Coppa del Mondo ha esordito il 18 marzo 2011 a Valmalenco (46ª).

Nel 2014 ha debuttato alle Olimpiadi a Sochi concludendo in undicesima posizione la gara di snowboard cross.
Nel 2018 ha preso parte ai XXIII Giochi olimpici invernali a Pyeongchang concludendo in decima posizione nella gara di snowboard cross.
Il 9 febbraio 2019 ha ottenuto la sua prima vittoria in Coppa del Mondo, a Feldberg. Ai Campionati Mondiali di Engadina 2025 ha vinto la medaglia d'argento nello snowboard cross a squadre, in coppia con Mia Clift.

## Palmarès

### Mondiali
- 1 medaglia
  - 1 argento (snowboard cross a squadre a Engadina 2025)

### Coppa del Mondo
- Miglior piazzamento nella Coppa del Mondo di snowboard cross: 3º nel 2024
- 9 podi:
  - 1 vittoria
  - 6 secondi posti
  - 2 terzi posti

#### Coppa del Mondo - vittorie
| Data            | Luogo    | Paese    | Disciplina |
| --------------- | -------- | -------- | ---------- |
| 9 febbraio 2019 | Feldberg | Germania | SBX        |

Legenda:

SBX = snowboard cross